# NGC 150
NGC 150 је спирална галаксија у сазвежђу Вајар која се налази на NGC листи објеката дубоког неба.
Деклинација објекта је - 27° 48' 18" а ректасцензија 0h 34m 15,7s. Привидна величина (магнитуда) објекта NGC 150 износи 11,2 а фотографска магнитуда 12,0. Налази се на удаљености од 21,627 милиона парсека од Сунца. NGC 150 је још познат и под ознакама ESO 410-19, MCG -5-2-18, UGCA 7, AM 0031-280, IRAS 00317-2804, PGC 2052.